# Dorysthenes gracilipes
Dorysthenes gracilipes là một loài bọ cánh cứng trong họ Cerambycidae.